# آلن هاتن
آلن هاتن (انگلیسی: Alan Hutton؛ زادهٔ ۳۰ نوامبر ۱۹۸۴) بازیکن فوتبال اهل بریتانیا است.
از باشگاه‌هایی که در آن بازی کرده‌است می‌توان به باشگاه فوتبال ساندرلند، باشگاه فوتبال تاتنهام هاتسپر، باشگاه فوتبال ناتینگهام فارست، باشگاه فوتبال رنجرز، باشگاه فوتبال استون ویلا، باشگاه فوتبال رئال مایورکا، باشگاه فوتبال بولتون واندررز اشاره کرد.